# Николаевские казармы
Никола́евские каза́рмы — исторические казармы в Москве. Комплекс казарм был сооружён в конце XIX века, затем часть построек была снесена. Оставшиеся корпуса, расположенные между Хорошёвским шоссе и улицей Поликарпова, являлись выявленными объектами культурного наследия России, но были лишены этого статуса в 2012 году.

## История
Комплекс Николаевских казарм был построен в юго-восточной части Ходынского поля близ Воскресенского (Хорошёвского) шоссе в 1898—1899 годах. Автором проекта был академик архитектуры С. У. Соловьёв. Помощниками Соловьёва на постройке казарм работали архитектор Н. Н. Благовещенский и инженер Н. И. Аршеневский; строительство осуществлял архитектор Н. Д. Струков. Изначально было построено шесть трехэтажных зданий, три из которых занимала 1-я Гренадерская артиллерийская бригада, а другие три — 1-й Донской казачий полк. Эти корпуса выходили фасадами на Ходынское поле, поэтому их часто называли Ходынскими казармами. Всего в комплекс Николаевских казарм входило более 20 построек. В начале XX века вместе с сооружением Московской Окружной железной дороги к Николаевским казармам была подведена железнодорожная ветка с одноимённой станцией. В 1909 году при Николаевских казармах был построен храм иконы Божией Матери «Отрада и утешение» на Ходынском поле.
В 1921 году, в ознаменование 4-й годовщины Октябрьской революции, казармы были переименованы в Октябрьские, так как в них размещалась 1-я запасная артиллерийская бригада, принимавшая активное участие в Октябрьском вооружённом восстании. Одновременно Ходынское поле было переименовано в Октябрьское.
В советское время в казармах разместились различные воинские части Красной армии. К настоящему времени сохранилась часть построек (ул. Поликарпова, д.19А, стр.9,10; Хорошёвское шоссе, д.32А), которые являются заявленными объектами культурного наследия. В одном из бывших зданий Николаевских казарм сейчас размещается типография и издательство газеты «Красная звезда».
- Панорама Николаевских казарм